# Mara Kissa
Mara Kissa (Schreibvariante: Marakissa) ist eine Ortschaft im westafrikanischen Staat Gambia.
Nach einer Berechnung für das Jahr 2013 leben dort etwa 2291 Einwohner, das Ergebnis der letzten veröffentlichten Volkszählung von 1993 betrug 1131.

## Geographie
Mara Kissa liegt in der West Coast Region, Distrikt Kombo Central, rund sechs Kilometer südlich von Brikama.